# Lijst van voetbalinterlands Nepal - Oman
Deze lijst van voetbalinterlands is een overzicht van alle officiële voetbalwedstrijden tussen de nationale teams van Nepal en Oman. De landen hebben tot op heden dertien keer tegen elkaar gespeeld. De eerste ontmoeting, een vriendschappelijke wedstrijd, werd gespeeld in Karachi (Pakistan) op 21 februari 1982. De laatste confrontatie, eveneens een vriendschappelijke wedstrijd, vond plaats op 3 juni 2022 in Doha (Qatar).

## Wedstrijden
| №  | Plaats    | Datum             | Competitie                 | Wedstrijd    | Uitslag |
| -- | --------- | ----------------- | -------------------------- | ------------ | ------- |
| 1  | Karachi   | 21 februari 1982  | Vriendschappelijk          | Oman − Nepal | 1 − 0   |
| 2  | Djedda    | 28 oktober 1984   | Azië Cup 1984 kwalificatie | Oman − Nepal | 8 − 0   |
| 3  | Hiroshima | 9 oktober 1994    | Aziatische Spelen 1994     | Oman − Nepal | 1 − 0   |
| 4  | Teheran   | 12 juni 1996      | Azië Cup 1996 kwalificatie | Nepal − Oman | 0 − 7   |
| 5  | Muscat    | 17 juni 1996      | Azië Cup 1996 kwalificatie | Oman − Nepal | 2 − 1   |
| 6  | Muscat    | 24 maart 1997     | WK 1998 kwalificatie       | Oman − Nepal | 1 − 0   |
| 7  | Tokio     | 21 juni 1997      | WK 1998 kwalificatie       | Nepal − Oman | 0 − 6   |
| 8  | Incheon   | 24 september 2003 | Azië Cup 2004 kwalificatie | Nepal − Oman | 0 − 7   |
| 9  | Muscat    | 19 oktober 2003   | Azië Cup 2004 kwalificatie | Oman − Nepal | 6 − 0   |
| 10 | Muscat    | 8 oktober 2007    | WK 2010 kwalificatie       | Oman − Nepal | 2 − 0   |
| 11 | Kathmandu | 28 oktober 2007   | WK 2010 kwalificatie       | Nepal − Oman | 0 − 2   |
| 12 | Doha      | 26 september 2021 | Vriendschappelijk          | Nepal − Oman | 2 − 7   |
| 13 | Doha      | 3 juni 2022       | Vriendschappelijk          | Nepal − Oman | 0 − 2   |

## Samenvatting
| Competitie            | Totaal gespeeld | Winst Nepal | Gelijk | Winst Oman | Doelsaldo Nepal – Oman |
| --------------------- | --------------- | ----------- | ------ | ---------- | ---------------------- |
| WK-kwalificatie       | 4               | 0           | 0      | 4          | 0 − 11                 |
| Azië Cup-kwalificatie | 5               | 0           | 0      | 5          | 1 − 30                 |
| Aziatische Spelen     | 1               | 0           | 0      | 1          | 0 − 1                  |
| Vriendschappelijk     | 3               | 0           | 0      | 3          | 2 − 10                 |
| Totaal                | 13              | 0           | 0      | 13         | 3 − 52                 |

ANFA · A-internationals · Nepalees vrouwenelftal
1972 – 1989 ·
1990 – 1999 ·
2000 – 2009 ·
2010 – 2019 ·
2020 – 2029
Afghanistan ·
Algerije ·
Australië ·
Bahrein ·
Bangladesh ·
Bhutan ·
Brunei ·
Cambodja ·
China ·
Filipijnen ·
Hongkong ·
India ·
Indonesië ·
Irak ·
Iran ·
Japan ·
Jemen ·
Jordanië ·
Kazachstan ·
Kirgizië ·
Koeweit ·
Laos ·
Macau ·
Malediven ·
Maleisië ·
Mauritius ·
Myanmar ·
Noord-Korea ·
Oman ·
Oost-Timor ·
Pakistan ·
Palestina ·
Saoedi-Arabië · 
Singapore ·
Sri Lanka ·
Syrië ·
Tadzjikistan · 
Taiwan ·
Thailand · 
Turkmenistan ·
Verenigde Arabische Emiraten ·
Vietnam ·
Zuid-Korea
OFA · A-internationals · Bondscoaches · Statistieken · Olympisch elftal · Oman U21 · Oman U20 · Oman U19 · Oman U18 · Oman U17
1970 – 1979 · 
1980 – 1989 · 
1990 – 1999 · 
2000 – 2009 · 
2010 – 2019 ·
2020 − 2029
1974 · 
1975 · 
1976 · 
1977 · 
1978 · 
1979 · 
1980 · 
1981 · 
1982 · 
1983 · 
1984 · 
1985 · 
1986 · 
1987 · 
1988 · 
1989 · 
1990 · 
1991 · 
1992 · 
1993 · 
1994 · 
1995 · 
1996 · 
1997 · 
1998 · 
1999 · 
2000 · 
2001 · 
2002 · 
2003 · 
2004 · 
2005 · 
2006 · 
2007 · 
2008 · 
2009 · 
2010 · 
2011 · 
2012 · 
2013 · 
2014 ·
2015 ·
2016 ·
2017 ·
2018 ·
2019 ·
2020 ·
2021 ·
2022 ·
2023
Afghanistan ·
Algerije ·
Australië ·
Azerbeidzjan ·
Bahrein ·
Bangladesh ·
Benin ·
Bhutan ·
Bosnië en Herzegovina ·
Brazilië ·
Bulgarije ·
Burkina Faso ·
Chili ·
China ·
Congo-Kinshasa ·
Costa Rica ·
Duitsland ·
Ecuador ·
Egypte ·
Estland ·
Filipijnen ·
Finland ·
Gabon ·
Guam ·
Haïti ·
Hongkong ·
Ierland ·
India ·
Indonesië ·
Irak ·
Iran ·
Japan ·
Jemen ·
Jordanië ·
Kazachstan ·
Kenia ·
Kirgizië ·
Koeweit ·
Kosovo ·
Laos ·
Letland ·
Libanon ·
Liberia ·
Libië ·
Macau ·
Malediven ·
Maleisië ·
Mali ·
Marokko ·
Mauritanië ·
Mozambique ·
Myanmar ·
Nepal ·
Nieuw-Zeeland ·
Noord-Korea ·
Noord-Macedonië ·
Noorwegen ·
Oezbekistan ·
Pakistan ·
Palestina ·
Paraguay ·
Qatar ·
Saoedi-Arabië ·
Senegal ·
Singapore ·
Slovenië ·
Soedan ·
Somalië ·
Sri Lanka ·
Syrië ·
Tadzjikistan ·
Taiwan ·
Thailand ·
Togo ·
Tunesië ·
Turkmenistan ·
Uruguay ·
Verenigde Arabische Emiraten ·
Verenigde Staten ·
Vietnam ·
Wit-Rusland ·
Zambia ·
Zimbabwe ·
Zuid-Korea ·
Zweden ·
Zwitserland